# Burg Reichenberg (Rheinland-Pfalz)
Die Burg Reichenberg ist eine mittelalterliche Burganlage oberhalb der Gemeinde Reichenberg. Diese gehört zur Verbandsgemeinde Loreley mit Sitz in Sankt Goarshausen im Rhein-Lahn-Kreis in Rheinland-Pfalz. Die Burg ist Teil des UNESCO-Welterbes Oberes Mittelrheintal und liegt als Höhenburg auf 230 m ü. NHN über dem Hasenbachtal, durch das die Bundesstraße 274 vom Rhein bei Sankt Goarshausen über Nastätten nach Katzenelnbogen führt. Für die Sicherung dieser Straßenverbindung war der Burgenbau seinerzeit von Bedeutung.

## Geschichte
Bauherren waren die Grafen von Katzenelnbogen, die sich von Untervögten zu einem der mächtigsten Herrengeschlechter des deutschen Mittelalters entwickelt hatten. Baubeginn war unter Graf Wilhelm I. 1319. Bei seinem Tod 1331 waren nur die bewohnbare Schildmauer mit den beiden 40 Meter hohen Flankierungstürmen, die östliche Vorburg und die Fundamente der westlichen Hauptburg vollendet. 1352 teilten die Erben Eberhard und Wilhelm II. von Katzenelnbogen die Burg unter sich auf. Wilhelm II. drehte die ursprüngliche Konzeption um und errichtete seine Burg auf dem Gelände der Vorburg. Bis 1358 wurde ein weiträumiger Wohnbau errichtet, der mit nach Osten und Süden ausgerichteten Kasematten – den ältesten in Deutschland – gesichert wurde. Das dreigeschossige, halbrunde Wohngebäude weist für Mitteleuropa ungewöhnliche Säulenkonstruktionen auf und zeigt architektonische Details, die auf syrische Kreuzfahrerburgen zurückgehen.

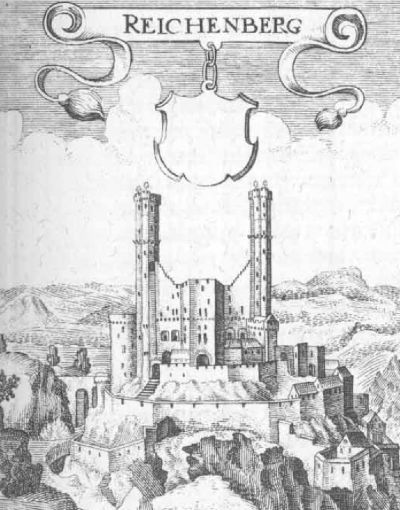
Burg Reichenberg – Auszug aus der Topographia Hassiae von Matthäus Merian, 1655

1479 ging die Burg durch Erbfall an Hessen. Mit der Teilung der Landgrafschaft Hessen 1567 erbte sie Philipp II. als Landgraf von Hessen-Rheinfels, der 1583 kinderlos starb. 1649 kam Burg Reichenberg an Ernst I. (Hessen-Rheinfels-Rotenburg) und verblieb lange Zeit bei Hessen-Rotenburg. Die Schäden einer Belagerung wurden mit der Restaurierung 1649–51 behoben. Das Bauwerk verlor nach Ende des Dreißigjährigen Krieges rasch seinen militärischen Wert. Es wurde bald als Verwaltungssitz des Amtes Reichenberg genutzt, wozu Kornlager und Scheunen gebaut wurden. Bis 1806 war Reichenberg hessische Festung und wurde ab 1821 dann „auf Abbruch“ – der aber im Wesentlichen unterblieb – an Moses Aron verkauft. Der Burgenliebhaber Archivar Friedrich Gustav Habel erwarb die Burg 1836 und trug wesentlich zur Erhaltung bei.
Victor Hugo schrieb auf seiner Rheinreise 1840, von Sankt Goarshausen kommend: „Plötzlich schreitet man über eine Wiese, die Lippen der Talschlucht tun sich auf und überraschend tritt auf dem Gipfel eines bewaldeten Berges eine bewundernswürdige Ruine hervor. Dieses Schloß ist Reichenberg. Hier lebte zur Zeit des Faustrechts im Mittelalter einer der gefürchtesten unter den Raubrittern, der sich selbst den Namen ‚Landschaden‘ beilegte.“
1880 wurde durch Baron Wolfgang von Oettingen im Westen ein historisierender Wohnbau neu errichtet. Die Familie von Oettingen besaß die Burg bis ins Jahr 1956 und unternahm große Anstrengungen zur Sicherung des Bauwerkes.
Nachdem 1814 bereits der eine Turm der Schildmauer wegen Einsturzgefahr gesprengt worden war, stürzte 1971 auch der zweite ein. Auch beim Saalbau gab es einen Teileinsturz, so dass heute die Zwischendecken fehlen. Weitere Teile sind ebenfalls einsturzgefährdet. Bisherige Sicherungsmaßnahmen beschränkten sich in erster Linie auf das Einziehen von Stahlgerüsten zur Stabilisierung des Mauerwerks. Seit Mitte 2010 hat die Burg einen neuen Besitzer. Er plant zusammen mit der Generaldirektion Kulturelles Erbe Rheinland-Pfalz, die Burg vor dem weiteren Verfall zu bewahren.